# Manufaktura (Łódź)
Centrum Handlowe Manufaktura – centrum handlowo-usługowo-rozrywkowe, otwarte 17 maja 2006 roku w Łodzi, pomiędzy ulicami Zachodnią, Ogrodową, Drewnowską i Jana Karskiego, na terenie dawnego kompleksu fabrycznego Izraela Poznańskiego.

## Historia
Centrum powstało na terenach dawnej fabryki Izraela Poznańskiego w Łodzi, jednego z największych fabrykantów łódzkich. Parcele zakupił Poznański w 1871 po zachodniej stronie „Nowego Miasta”, wzdłuż ul. Ogrodowej. Do końca XIX wieku powstał liczący blisko 30 ha kompleks, w którym znajdowały się: tkalnie, przędzalnia, bielnik i apretura, farbiarnia, drukarnia tkanin i wykończalnia, oddział naprawy i budowy maszyn, ślusarnia, odlewnia i parowozownia, gazownia, remiza strażacka, magazyny, bocznica kolejowa oraz kantor fabryczny, pałac fabrykanta i budynki mieszkalne dla robotników. Produkcja w fabryce nie odbywała się na zasadzie podziału pracy, więc nie można jej uznać za manufakturę.
Po II wojnie światowej fabryka stała się własnością państwa polskiego zmieniając nazwę na Poltex, który w latach 70. stanowił jeden z największych zakładów włókienniczych w Polsce, eksportując produkcję do krajów bloku socjalistycznego. Z powodu wzrostu konkurencji z rynków europejskich i azjatyckich firma upadła w 1997 roku.
Po upadku firmy, ówczesny dyrektor fabryki podjął się poszukiwania inwestorów, którzy przeprowadziliby modernizację starych budynków. W roku 1998 przetarg na realizację projektu rewitalizacyjnego wygrała grupa francuskich inwestorów. Wizję realizatorów projektu stanowiło nadanie postindustrialnym nieużytkom szlachetnego wyrazu, zachowując przy tym kontekst silnych korzeni robotniczych miasta. Projekt zakładał integrację aspektów handlowych, gospodarczych, społecznych i artystycznych oraz wydobycie wartości historycznych i kulturowych obiektu przy jednoczesnym uwzględnieniu trendów architektonicznych. W miejscu dawnej fabryki powstało centrum handlowo-usługowo-rozrywkowe, którego wnętrze charakteryzuje się industrialną estetyką. Bariery otaczające fabrykę zostały usunięte, otwierając przestrzeń dla mieszkańców miasta.
Inicjatorem powstania Manufaktury był Cyprian Kosiński, mieszkający w Szwajcarii biznesmen o łódzkim rodowodzie, który wykorzystując swe kontakty na Zachodzie sprowadził do miasta kapitał (ok. 270 mln euro) z Grupy Rotschilda i w ten sposób doprowadził do budowy Manufaktury.
Otwarcie nastąpiło 17 maja 2006, po pięciu latach opracowywania projektu i prawie czterech latach renowacji. Powierzchnia całego centrum wynosi 27 ha (w tym 9 ha powierzchni po modernizacji i 9,5 ha powierzchni użytkowej nowo wybudowanej).
W 2012 roku Manufaktura została kupiona przez niemiecki fundusz inwestycyjny Union Investment Real Estate GmbH. Transakcja jest szacowana na 350-400 mln euro

## Cechy charakterystyczne
Przebudowa dawnej fabryki została tak wykonana, aby częściowo zachować dawną atmosferę tego miejsca. Dominują tu zatem stare, pofabryczne budynki z czerwonej, nieotynkowanej cegły, które zostały jednak całkowicie przebudowane wewnątrz. Zamysł wpisuje się w rewitalizacyjne działania, popularne w miastach o przeszłości przemysłowej – mające na celu zachować atmosferę urbanistyczną z przeszłości z nowoczesnym zastosowaniem budowli. W sumie rewitalizacją objęto kilkanaście hal i budynków poprodukcyjnych, zaliczonych w 1971 obwieszczeniem Konserwatora Miasta Łodzi – Antoniego Szrama – wraz z przyległym pałacem, do czterech najcenniejszych zabytków przemysłowych miasta. Budynki zbudowane po 1930 r., które nie miały znaczenia historycznego, zostały zburzone.
Wizytówką kompleksu jest pięciokondygnacyjna była przędzalnia bawełny z czerwonej nieotynkowanej cegły przy ul. Ogrodowej, powstała w latach 1877–1878. 15 czerwca 2009 roku znalazł się w niej czterogwiazdkowy hotel andel’s z największym w Łodzi centrum konferencyjnym. Hotel należy do austriackiej sieci Vienna International Hotels. Został on zbudowany przez austriacką firmę Warimpex. Pozostałe budynki na terenie Manufaktury mają zbliżony wygląd, ale wielkością ustępują przędzalni. Jedno z wejść na teren Manufaktury prowadzi przez dawną, główną bramę fabryczną przypominającą łuk triumfalny, z odrestaurowanymi żeliwnymi wrotami i mechanicznym, w pełni sprawnym zegarem. Brama została zbudowana w latach 1878–1880. Wrota były dziełem sztuki kowalskiej z warsztatu Karla Krempfa. W latach 50. XX w. bramę zamierzano zburzyć – ocalała ponieważ przemawiał przed nią działacz komunistyczny Julian Marchlewski. Zrekonstruowana brama wjazdowa – jedna z najokazalszych w środkowej Europie – składa się z 4500 elementów, waży 3,7 tony, ma 7,5 m wysokości oraz 4,8 m szerokości, a jej rekonstrukcja wymagała 10 miesięcy pracy 6 osób. Pochodzi ona z pracowni Jana Cygankiewicza. Fragmenty oryginalnych wrót, drugi z zegarów zainstalowanych nad bramą oraz oryginalne cegły z budowli sygnowane napisami IKP (Izrael Kalmanowicz Poznański) lub IP (Izrael Poznański), wypalane w cegielni Poznańskiego, znajdują się obecnie w Muzeum Fabryki. Główna galeria sklepowa, która jest zupełnie nową konstrukcją zbudowaną ze szkła i stali, jest niższa od otaczających ją budynków ceglanych.
Architekturę obiektu łączącą historię i nowoczesność zaprojektowała firma Virgile&Stone z Londynu współpracująca z biurem architektonicznym z Lyonu – Sud Architectes. Pierwotnym architektem kompleksu budynków fabrycznych był od 1872 roku Hilary Majewski.
Na terenie Manufaktury odrestaurowano w sumie 90000 m² obiektów z cegły, stworzono m.in. ponad 3-hektarowy rynek, wybudowano parkingi na 3500 samochodów, posadzono 600 drzewek w wieku 5 lat. Cała inwestycja pochłonęła ok. 200 mln euro. Inwestorami są francuskie firmy Paris Orléans i Foncière Euris. Developerem jest firma Apsys.
W 2011 było to drugie centrum pod względem powierzchni w Europie Wschodniej i trzecie pod względem powierzchni handlowej (po Bielanach Wrocławskich i Arkadii) w Polsce (powierzchnia najmu brutto: 110 000 m²),

## Sklepy, obiekty
W Manufakturze poza sklepami znajdują się m.in.:
- Centrum rozrywki i rekreacji w tym kino Cinema City z 15 salami, w tym jedna 4DX, kręgielnia, sztuczna ściana wspinaczkowa (10,5 m wysokości, 28 stanowisk z linami, ponad 50 tras wspinaczki o różnym stopniu trudności), fitness klub, bilard, arkada gier.
- Kompleks kulturalny (oddział Muzeum Sztuki, Centrum Rozrywki Bajkowy Labirynt, Muzeum Historii Miasta Łodzi, Muzeum Fabryki, Experymentarium – Centrum Nauki).
- Kompleks ok. 60 restauracji i kawiarni

W Manufakturze znajduje się ok. 260 sklepów (w tym 2 hipermarkety), część usługowa, która zajmuje 12000 m² powierzchni biurowych, w tym bank. W skład kompleksu wchodzi również czterogwiazdkowy hotel andel’s z 200 pokojami.
W centrum Manufaktury znajduje się 3,5-hektarowy rynek. Organizowane są na nim koncerty, zawody sportowe i różnorodne imprezy. Latem część terenu zajmuje piaszczysta plaża a zimą lodowisko. Na odcinku 300 m zbudowana została na nim najdłuższa w Europie fontanna, zaprojektowana przez hiszpańską firmę GHESA, której woda jest wieczorem podświetlana i sprawia wrażenie, jakby tańczyła w rytm puszczanej z głośników muzyki.
Klientów po terenie Manufaktury do 2018 roku woziły dwa trambusy, pokonujące w tempie piechura trasę liczącą ok. 300 m (21 listopada 2006 trambusy zaczęły kursować z placu Wolności do wejścia do Manufaktury – od strony ul. Drewnowskiej).

## Wyróżnienia
- luty 2007 – wyróżnienie w konkursie CEE Real Estate Quality Awards 2006, dla najlepszego obiektu związanego z handlem i rekreacją w Europie Środkowo-Wschodniej[9][10].
- marzec 2007 – potrójne zwycięstwo w konkursie ICSC Solal Marketing Awards, organizowanym przez Międzynarodową Radę Centrów Handlowych (International Council of Shopping Centers). W kategorii „Grand Opening” (Wielkie Otwarcia) jury doceniło kampanię zatytułowaną „Manufaktura napędza Łódź od 1852 roku”. Fashion Week, czyli Święto Mody, które odbywało się pod hasłem „Paris, Milano, Manufaktura” zostało wyróżnione w kategorii „Sales promotion and events” (Promocja Sprzedaży i Wydarzenia), a letnia plaża usypana na rynku, czyli akcja „Raj na Ziemi” została finalistką w kategorii „Community Relations” (Współpraca ze Społecznością)[11].
- czerwiec 2007 – zwycięstwo w konkursie Urban Land Institute (międzynarodowa organizacja skupiająca specjalistów w zakresie rozwoju miast, budownictwa i inwestycji deweloperskich). W kategorii najlepszych projektów europejskich jury doceniło innowacyjność przedsięwzięcia (połączenie kultury z rozrywką i handlem w zrewitalizowanej przestrzeni), ale i poszanowanie środowiska naturalnego oraz współpracę z lokalną społecznością. W listopadzie tego samego roku Manufaktura została laureatką Urban Land Institute – Global Awards 2007. Jury brało pod uwagę m.in. dopasowanie do otoczenia, jakość zagospodarowania przestrzeni i tworzenie przestrzeni publicznej[12].
- czerwiec 2010 zdobycie Solal Gold Award 2010 w kategorii Cause Related Marketing. Uznanie Międzynarodowej Rady Centrów Handlowych (ICSC), przyznającej te prestiżowe wyróżnienia, Manufaktura zdobyła kampanią „Podwójna okazja do świętowania”.
- 2010 – otrzymanie Złotego Certyfikatu Polskiej Organizacji Turystycznej dla najlepszego produktu turystycznego roku[13]. Złoty Certyfikat POT przyznawany jest produktom turystycznym, które wcześniej otrzymały Certyfikat POT i udało im się w znaczący sposób rozwinąć swoją działalność. Walory turystyczne Manufaktury po raz pierwszy zostały docenione przez Polską Organizację Turystyczną w 2006 roku kiedy to uzyskała tytuł Polskiego Produktu Turystycznego Roku.
- 2022 - Gold Solal Marketing Award, Człowiek z Manufaktury, w kategorii marketing strategiczny[14]
- 2022 - Gold Solal Marketing Award, Wielkie Przeobrażenie, w kategorii wielkie otwarcie/rozbudowa[14]
- 2022 - Silver Solal Marketing Award, Człowiek z Manufaktury, w kategorii Public Relations[14]

## Galeria

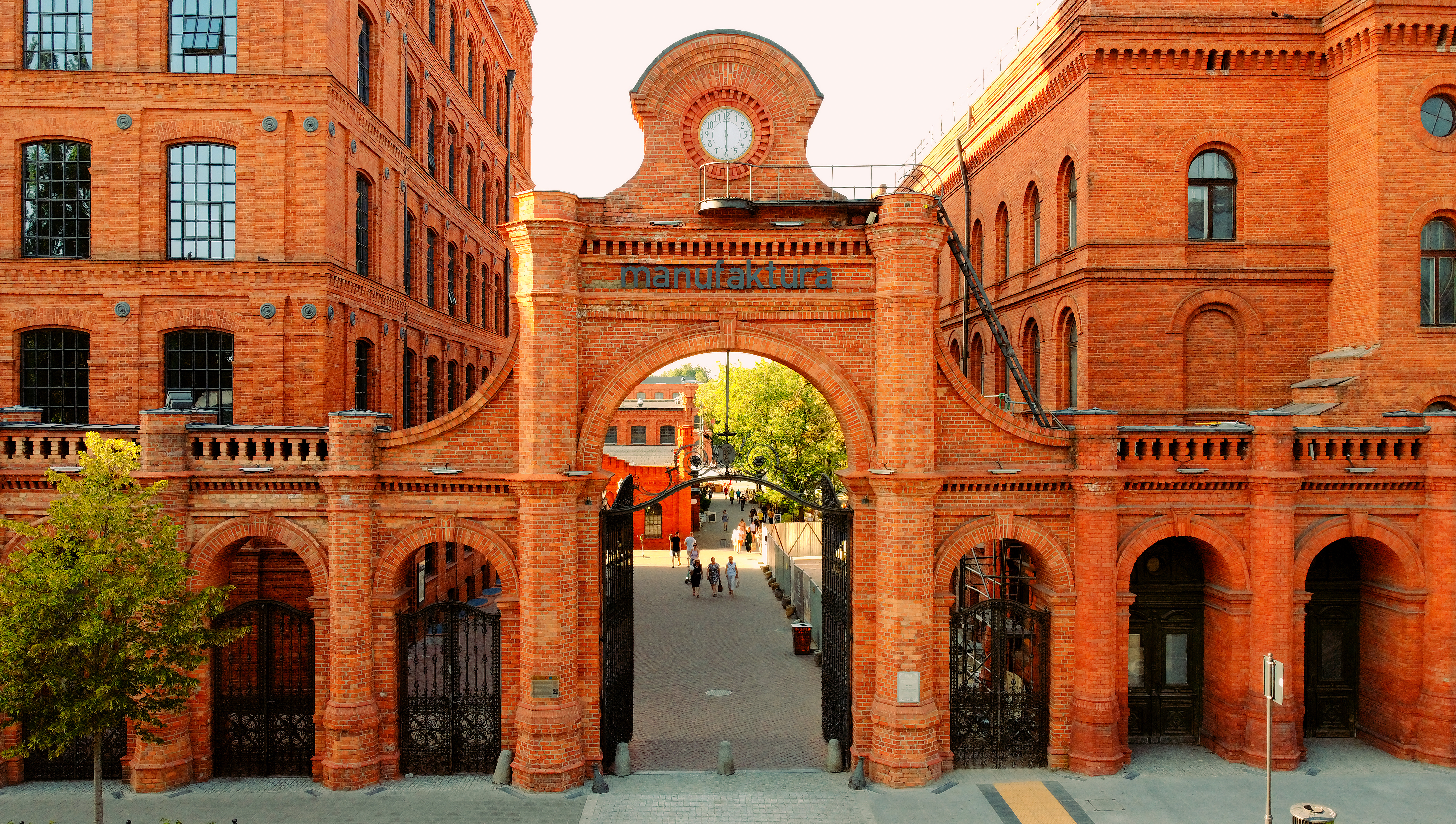
Brama główna prowadząca do Manufaktury, od ul. Ogrodowej.
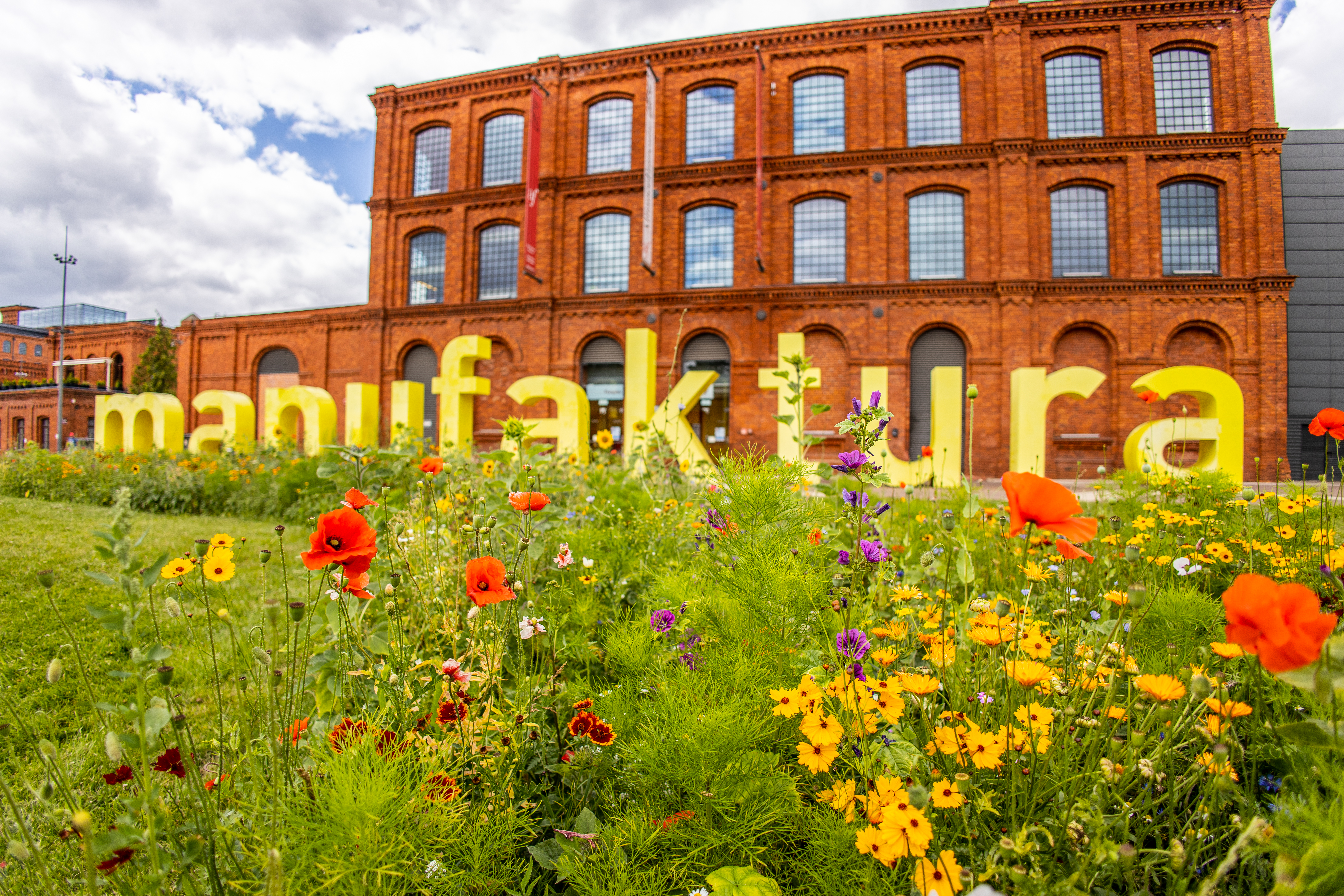
Manufaktura, widok od ul. Zachodniej
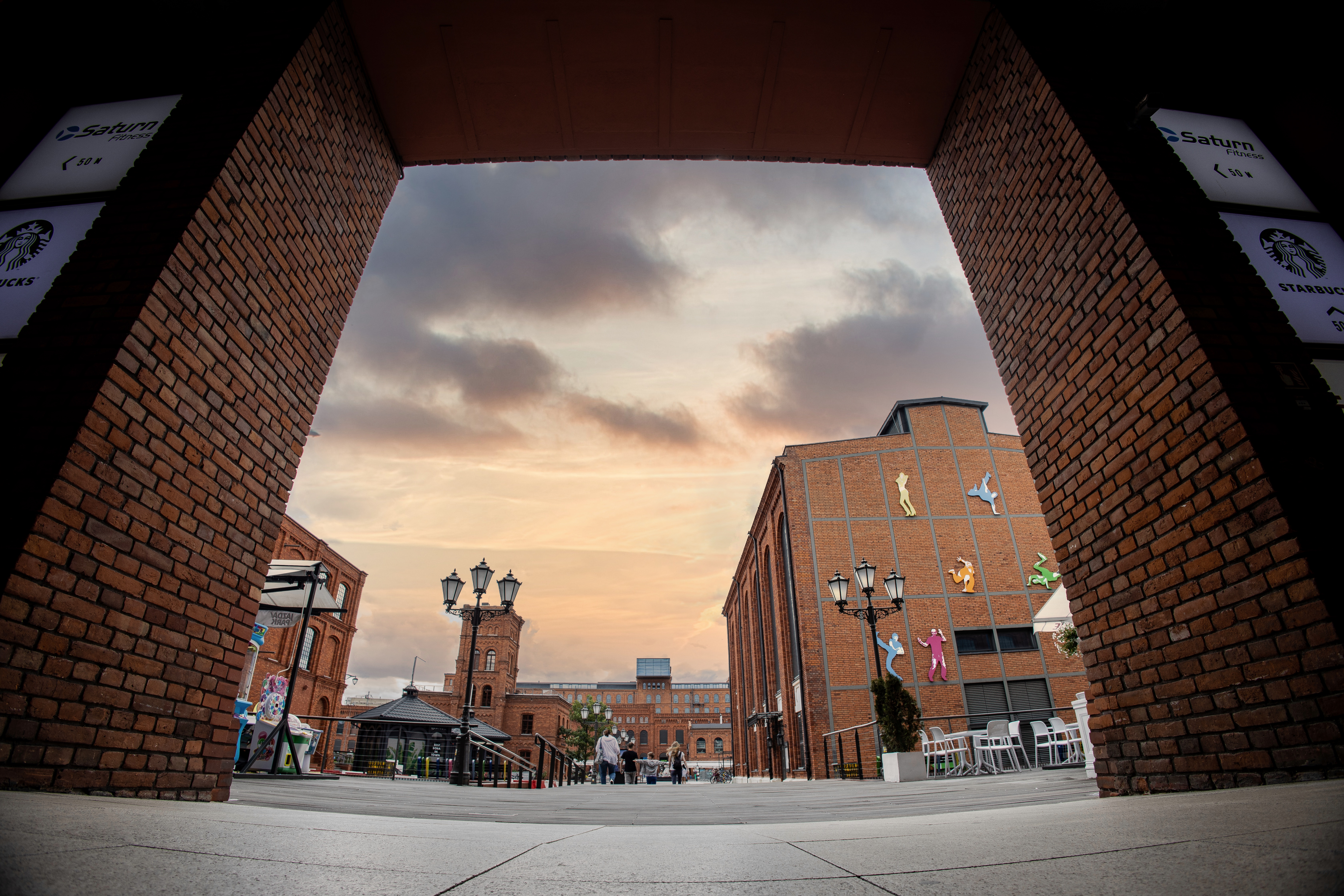
Manufaktura, rynek
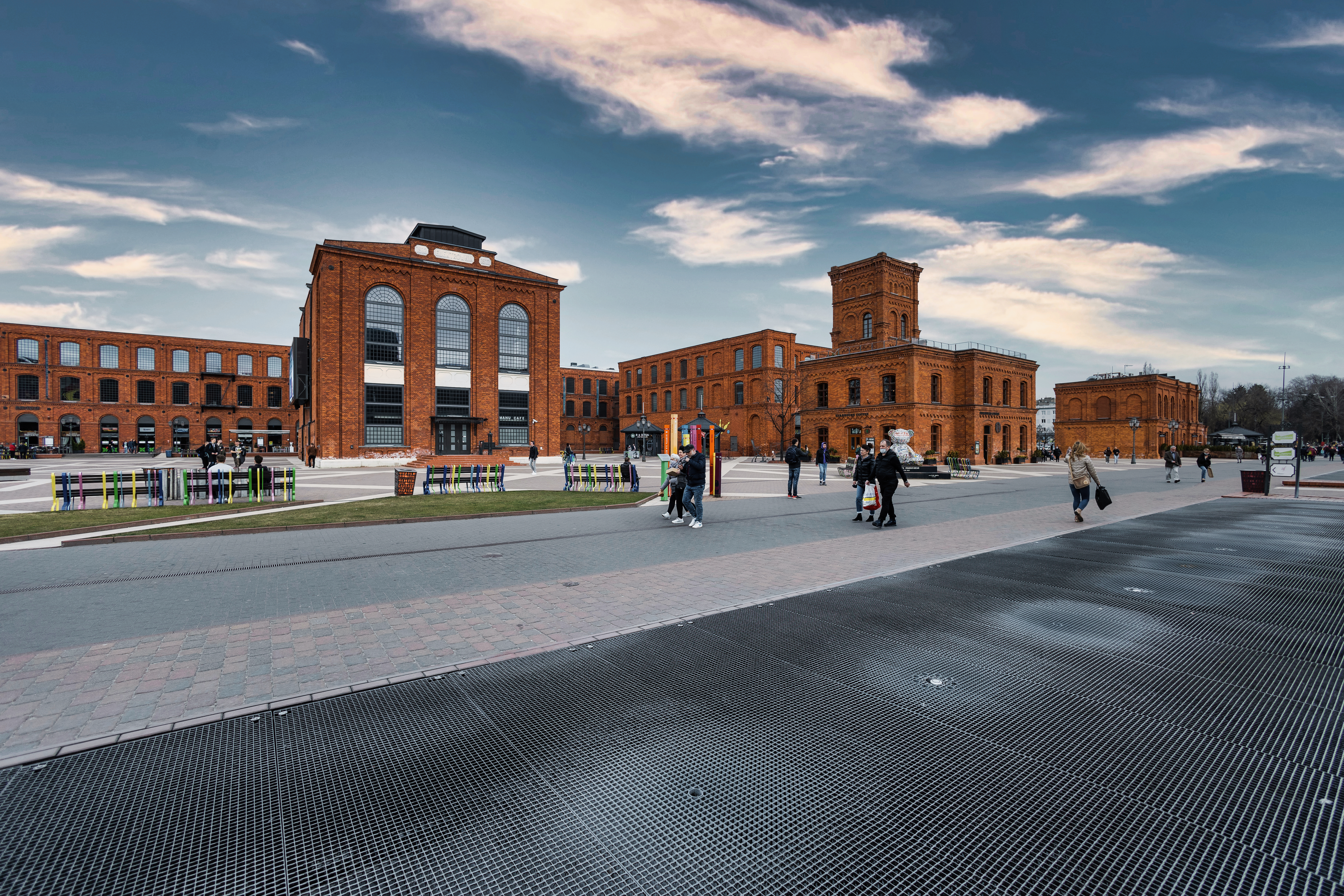
Manufaktura, rynek. Widok na budynek byłej elektrowni straży pożarnej.
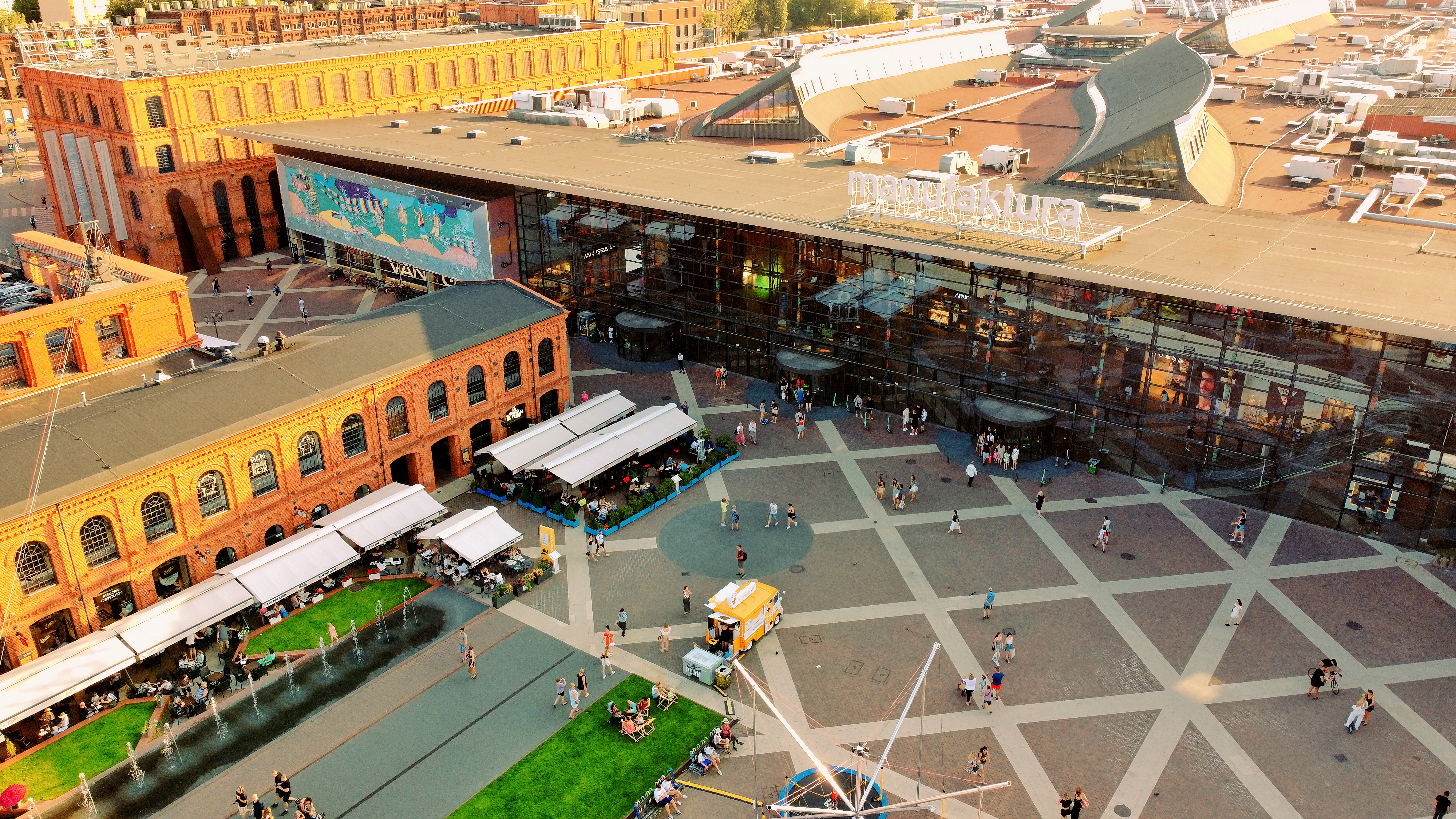
Widok z lotu ptaka
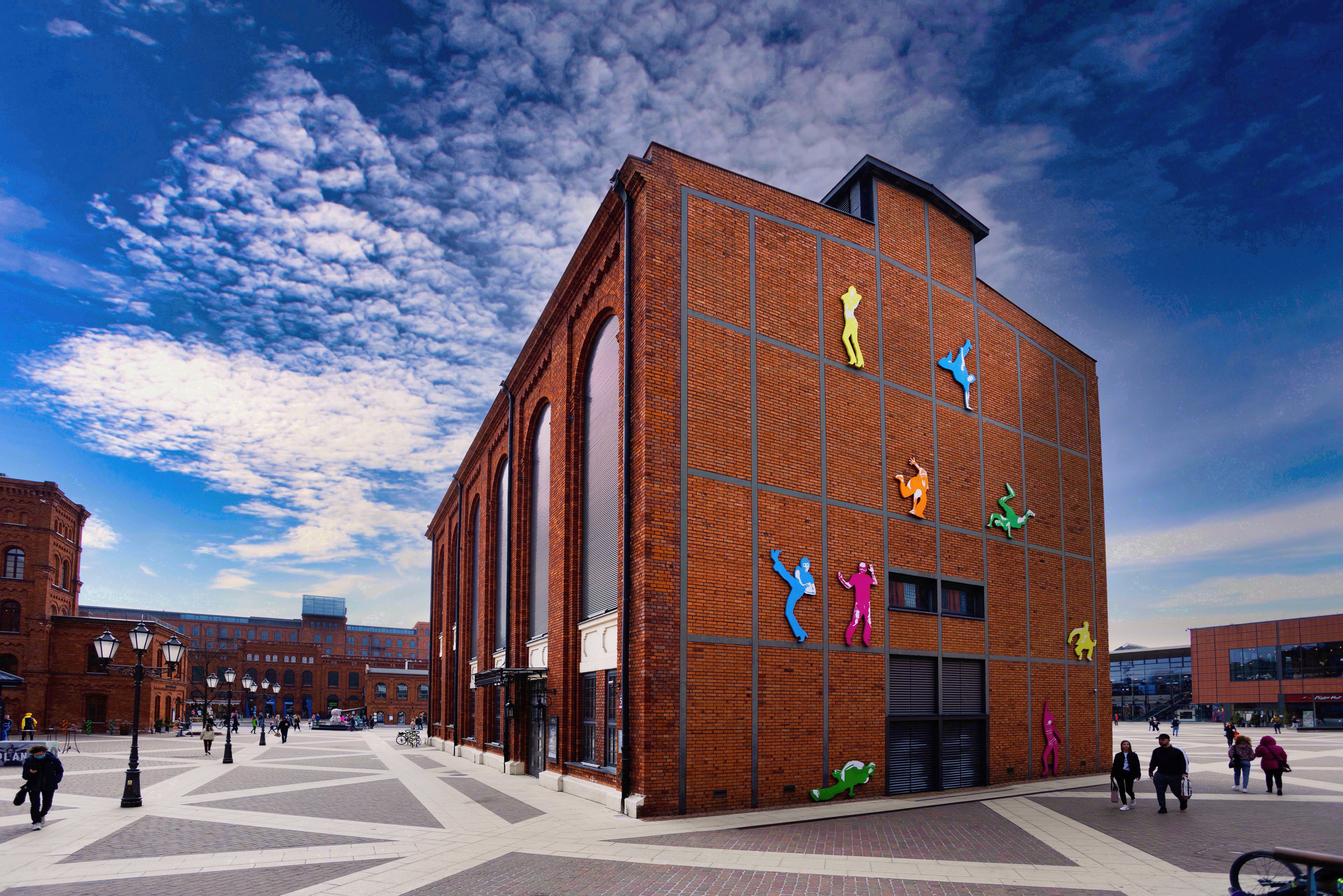
Budynek elektrowni na rynku w Manufakturze
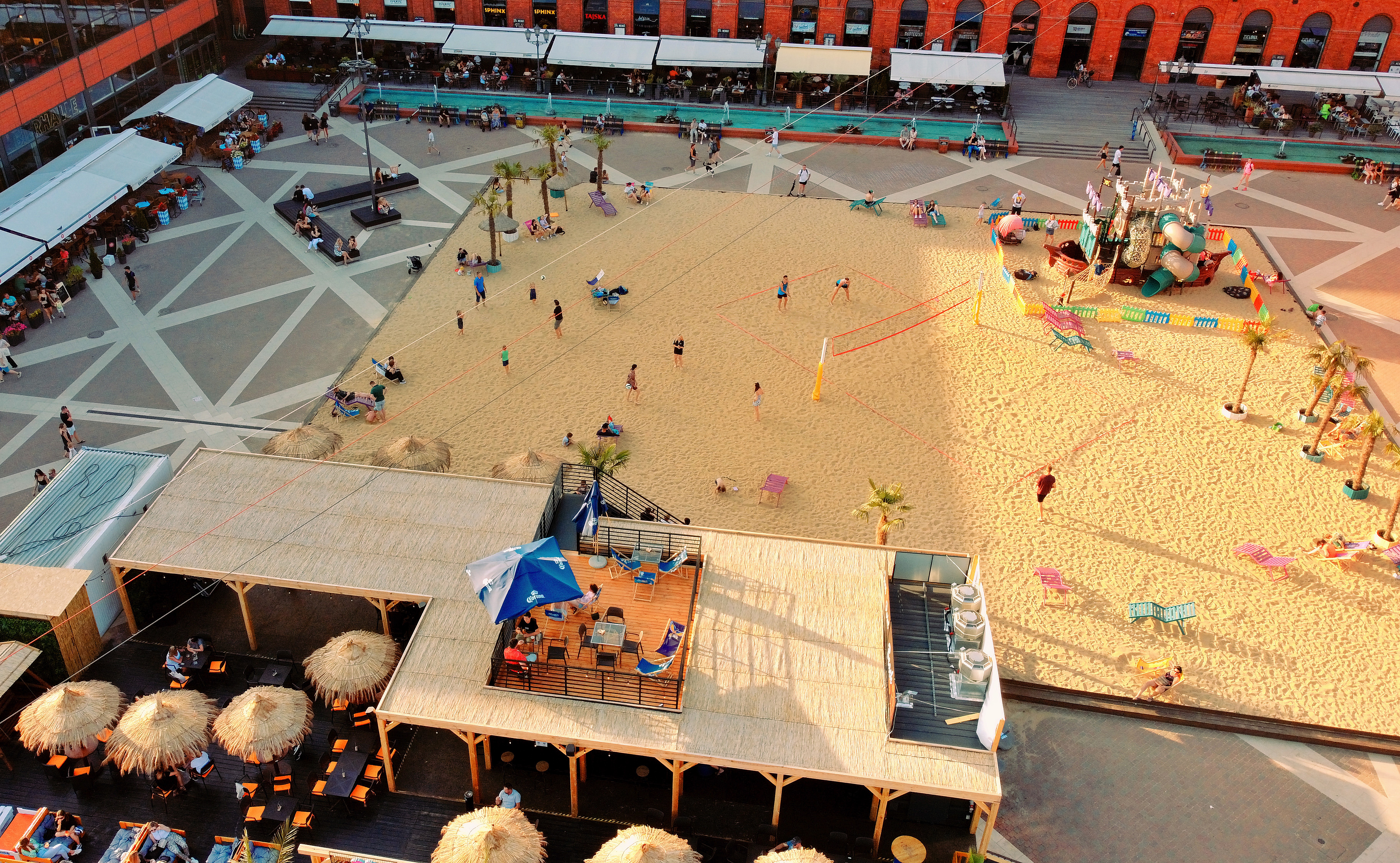
Plaża na rynku w sezonie letnim
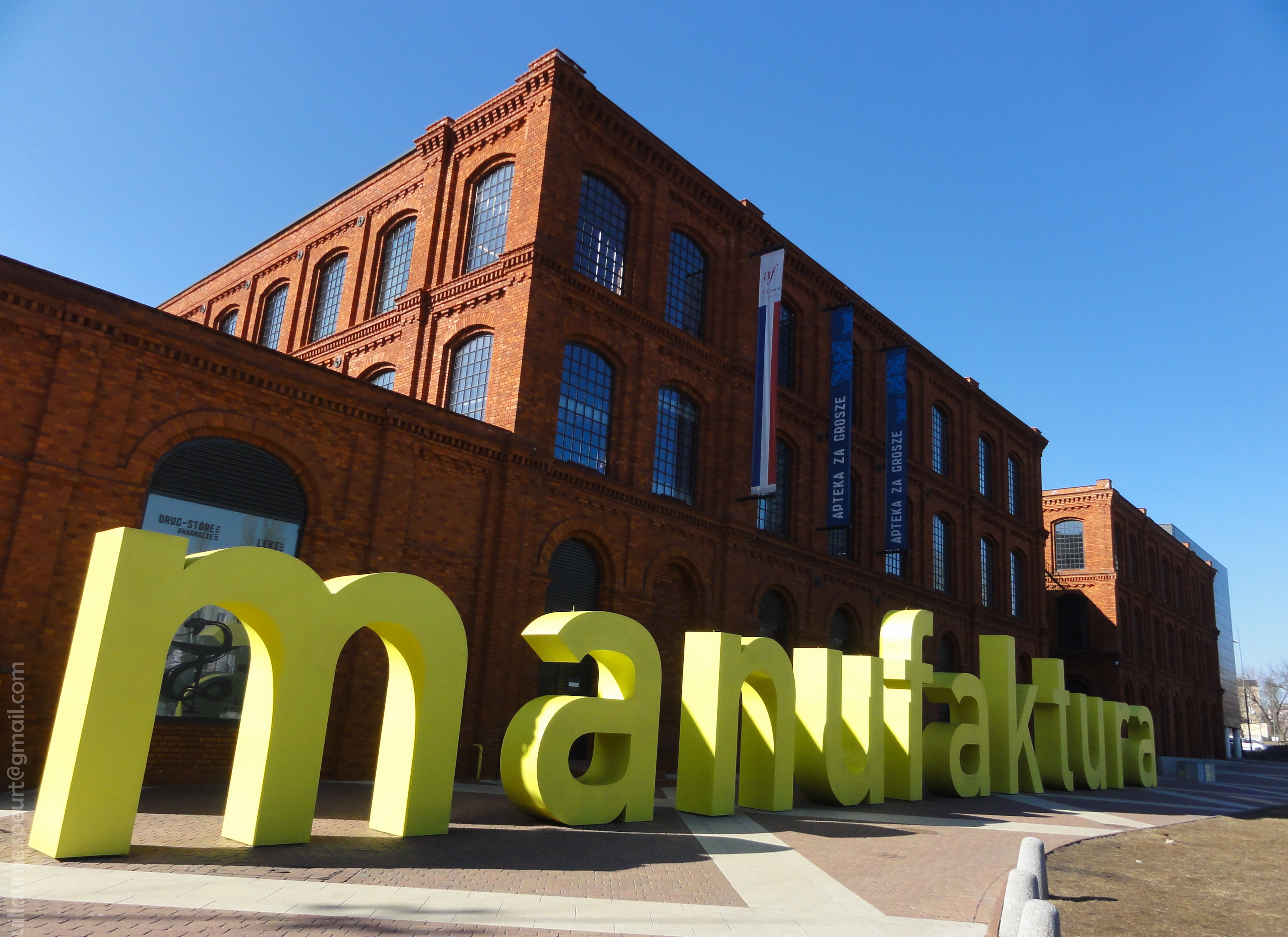
Literki eksponujące nazwę kompleksu
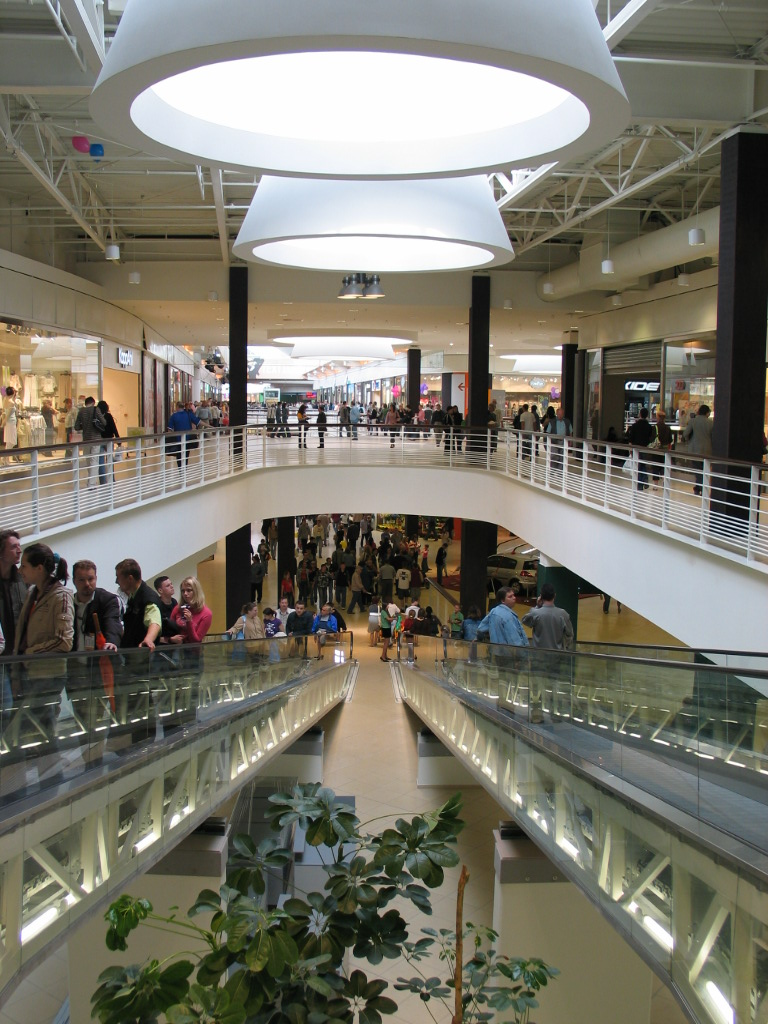
Manufaktura wewnątrz
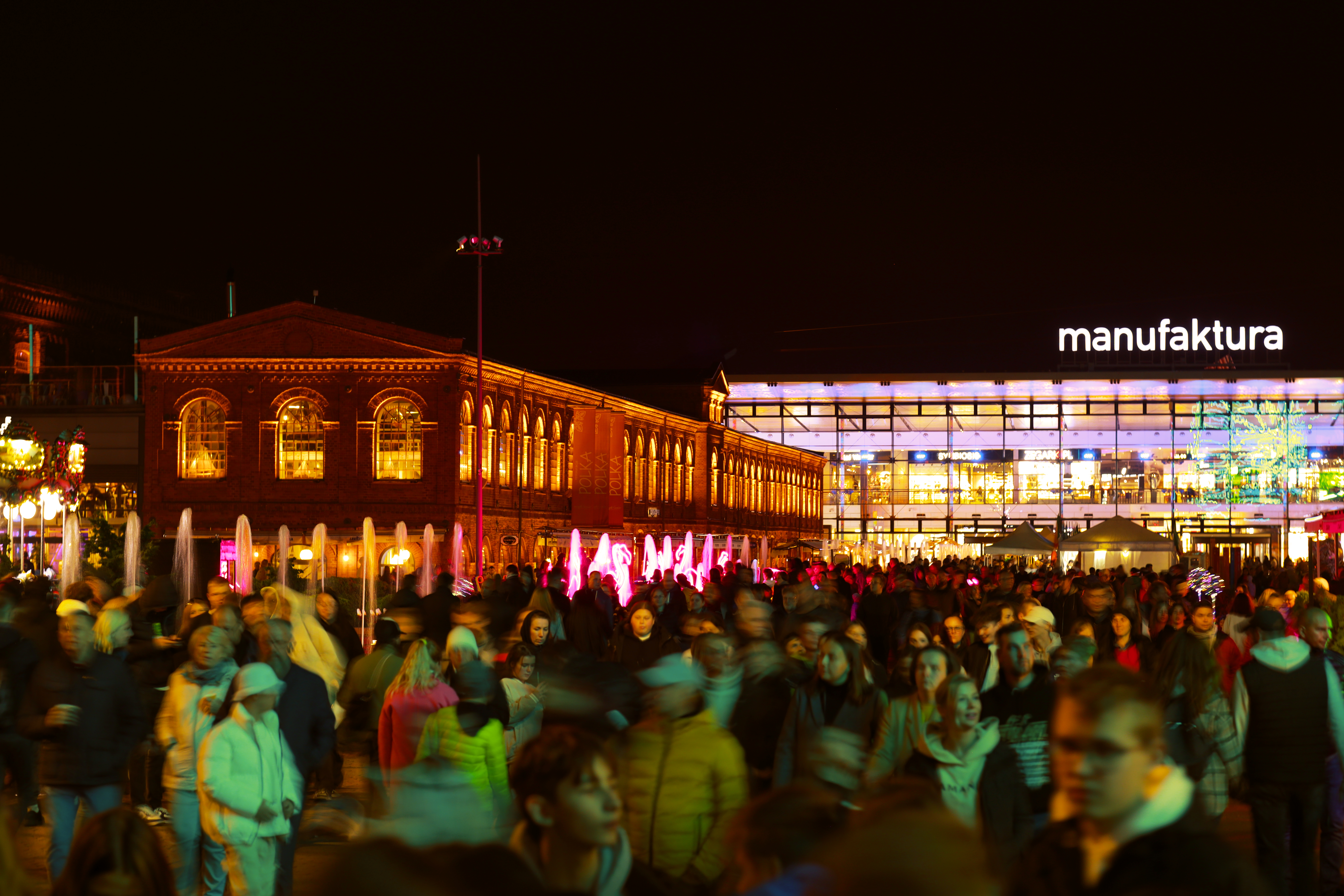
Manufaktura nocą